# Sancho Jimeno Cartagena
Sancho Jimeno (nacido como Sancho Jimeno de Orozco y Urnieta, en 1640 en Fuenterrabía, España) fue gobernador de Cartagena de Indias, Colombia entre 1693 y 1695 y posteriormente castellano del Fuerte de San Luis en la isla de Tierra Bomba, fuerte que defendió durante el asalto de Cartagena por el barón de Pointis en 1697. Después de la fuga del gobernador Diego de los Ríos, volvió a gobernar Cartagena entre 1698 y 1699.

## Reseña biográfica
De acuerdo con Rodolfo Segovia, y Soledad Acosta de Samper Sancho Jimeno de Orozco fue un hidalgo de familia pobre, pero reconocida en el País Vasco, que sirvió como paje de Don Juan José de Austria y quien estuvo presente en las guerras de Flandes, para luego trasladarse a Cartagena de Indias en 1670, ciudad que gobernaría entre 1693 y 1695. Se casó con María Inés Blanco de Salcedo y Fernandez Calvo, y formaron una familia con una gran fortuna, de la cual descienden importantes personalidades de la costa Caribe colombiana actual. Su hija María Teresa Jimeno Orozco y Blanco de Salcedo se casó con Juan Fernández de Miranda Gandarillas, y tuvieron dos hijos, José y María Josefa Fernández de Gandarillas Miranda y Jimeno.
Fue propietario de haciendas en la región cercana a Cartagena, donde tenía ganado y fue un gran esclavista, combatiendo violentamente a los cimarrones de la zona convirtiéndolos de nuevo en esclavos. En parte porque ayudaban a otros esclavos a escapar y porque robaban a los viajeros, fue bien reconocido en la época.
Después de un breve gobierno de Cartagena, fue encargado como castellano del fuerte de San Luis de Bocachica entre 1695 y 1697, cuando la ciudad fue atacada por las fuerzas francesas del Barón de Pointis y los piratas de Ducasse en abril de 1697.

## La defensa del Fuerte de San Luis de Bocachica
El 13 de abril de 1697 se avistaron desde Bocachica 29 barcos de la flota de Pointis, que desembarcaron tropas en la costa de Tierra Bomba y cercaron el fuerte, impidiendo la llegada de refuerzos. Aunque se sabía que la expedición francesa había partido de Brest desde enero y era conocido el destino del ataque, tanto Cartagena como sus fuertes estaban poco preparados para cuando llegaron los piratas. En el fuerte se atrincheraron 139 soldados españoles y esclavos con armas y pólvora, pero pobremente abastecidos de alimentos. Los piratas hundirían un par de barcos pequeños que llegaban con las raciones justo cuando rodearon el fuerte. El 15 de abril de 1697, el fuerte empezó a ser bombardeado por los buques de línea franceses de 80 cañones, hasta que los esclavos se rebelaron pidiendo la rendición del castillo a los atacantes que ya llegaban al puente levadizo. Don Sancho Jimeno se negó a entregar el fuerte, pese a la rebelión, por lo que los franceses tuvieron que capturarlo en el interior de la fortaleza estando solo tras el abandono de sus hombres. Al capturarlo, se negó de nuevo a rendir San Luis de Bocachica, lo que fue considerado admirable por Pointis. Según la leyenda popular, Don Sancho, para no otorgar la rendición, rompió su espada de castellano, así que cuando Pointis quiso hacerle el honor por su actitud, le entregó su propia espada. 
Capturado por los franceses, Pointis le concedió una prisión en su propia hacienda en la península de Barú, donde fue conducido por una guardia francesa. Se le mantuvo allí hasta que los franceses se retiraron al inicio de junio de 1697.
Nombrado gobernador interino de Cartagena, ante la fuga del gobernador Don Diego de los Ríos, entre 1698 y 1699.
Fue juzgado por los tribunales españoles, dado que se sospechaba que múltiples espías habían ayudado a los franceses a tomar Cartagena y se sospechó de la actitud de Sancho al recibir la espada de Pointis. Finalmente fue declarado inocente.

## Legado
La leyenda de la heroicidad de Sancho Jimeno ha generado un impacto cultural sobre todo en la costa Caribe colombiana, aunque se vio menguada por la fama de Blas de Lezo, durante la defensa de Cartagena en 1741, batalla en la que la ciudad no pudo ser tomada. Curiosamente su capacidad de defender con pocas fuerzas el fuerte de San Luis ante la gran cantidad de atacantes convenció a los españoles de la posibilidad de defender Cartagena con buenos fuertes y ayudó a promover durante el siglo XVIII la mejora de las defensas de la ciudad. En el lado de los enemigos de España, la historia de Jimeno, los convenció de la necesidad de tener más y mejores fuerzas para los próximos ataques en las Indias Occidentales. 
A nivel literario, dos escritores se destacan por trabajar la historia de Sancho. La escritora colombiana del siglo XIX Soledad Acosta de Samper, quien describe con emotividad la valentía de Sancho en Cartagena y el amor hacia su esposa. Y el poeta Álvaro Miranda quien escribe en 1982 los versos de "Indiada, los escritos de Don Sancho Jimeno".
En Cartagena existe una calle llamada Calle de Don Sancho (la Carrera 4a entre la avenida Santander y la carrera 38) atribuida al héroe.
Entre 1953 y 1974, la armada colombiana tuvo un buque tanque clase Klickitat, de origen americano, de 99 metros de eslora, llamado ARC Sancho Jimeno.